# Saint-Jean-de-Côle
Saint-Jean-de-Côle – miejscowość i gmina we Francji, w regionie Nowa Akwitania, w departamencie Dordogne.
Według danych na rok 1990 gminę zamieszkiwało 339 osób, a gęstość zaludnienia wynosiła 27 osób/km² (wśród 2290 gmin Akwitanii Saint-Jean-de-Côle plasuje się na 846. miejscu pod względem liczby ludności, natomiast pod względem powierzchni na miejscu 903.).